# Ніч комети
«Ніч комети» (англ. Night of the Comet) —  американський художній фільм 1984 року  режисера Тома Ебергарда з Кетрін Мері Стюартом, Робертом Бельтраном і  Келлі Марун  в головних ролях. Картина поєднує в собі елементи жанрів  наукової фантастики,  хоррора, апокаліптичного з зомбі,  комедійного і  любовного фільму. За опитуваннями сайту Bloody Disgusting цей фільм зайняв 10-е місце серед апокаліптичних фільмів жанру хоррор в 2009 році.

## Сюжет
Земля повинна пройти через хвіст комети — подія, якої не було 65 мільйонів років, і в останній раз воно співпало з подією, знищення  динозаврів. У ніч перед приходом комети на вулиці виходять великі натовпи людей, щоб відсвяткувати цю подію. 18-річна Регіна «Реджі» Бельмонт працює білетеркою в кінотеатрі в південній  Каліфорнії. Роздратована тим, що хтось з ініціалами «DMK» посів шосте місце в аркаді на ігровому автоматі, де вона тримала всі позиції, Реджі в сталевий кабінці в кінотеатрі надається сексу зі своїм бойфрендом, кіномеханіком кінотеатру. Тим часом, в будинку Реджі її 16-річна сестра Саманта «Сем» посварилася зі своєю мачухою і побилася з нею. Засмучена Сем ночує в гаражі (зробленому цілком із заліза).
На наступний ранок все навколо покриває червонуватий туман і не видно ні людей, ні тварин, ні будь-яких ознак життя — лише невеликі купки червонуватого пилу і одягу в місцях, де стояли люди і дивилися на проходження через комету. Реджі з бойфрендом прокидаються, не знаючи ні про які дивацтва. Коли її хлопець виходить у провулок позаду кінотеатру, його відразу ж вбивають схожі на зомбі істоти. Коли Реджі йде шукати свого зниклого друга, то стикається з зомбі, який намагається атакувати її, але дівчина тікає. Вона йде додому і знаходить там свою сестру. Після з'ясування, що сталося, вони чують голос діджея по радіо, але з'ясовується, що це всього лише запис. Потім вони стикаються з ще одною уцілілою людиною — далекобійником Гектором Гомесом, який провів ніч в сталевій напіввантажівці. Сем вирішує пошукати інших уцілілих, заговоривши по радіо. Її передачу чують в дослідньому урядовому підземному центрі. Вони дзвонять і повідомляють, що рятувальна команда вже в дорозі. Вчені стверджують, що хоча зомбі схильні до комети в меншій мірі, але вони скоро розпадаються в пил. Характерною ознакою зомбі є сухі вилиці і червоні білки очей.
Гектор покидає сестер, щоб з'їздити додому і подивитися чи уціліли хтось із його сім'ї. Реджі і Сем відправляються в торговий центр, де стикаються з бандитами, які на половину зазнали випромінювання. Напів-зомбі беруть дівчат в заручники, пов'язують і починають грати з ними в російську рулетку. Дівчат в останній момент рятує прибула команда рятувальників. Реджі відвозять на їх базу, а Сем залишають на місці аргументуючи необхідністю аналізу стану. Ендрю Вайт, головна вчений військових, пропонує колегам таємно позбутися Сем на місці — під приводом її безповоротнього опромінення, і почекати Гектора. На ділі ж, Вайт вводить Сем фіз-розчин замість снодійного і позбавляється від своїх колег. Коли прибуває Гектор (його сім'я теж перетворилася на зомбі), доктор Вайт розповідає про причини і вводить сама собі отруту. Сем і Гектор відправляються рятувати Реггі.
Вчені знали про комету і припускали про можливий ефект, але не врахували що вентиляційні шахти в бункерах працювали, розносячи пил всередині. Тепер, щоб підтримувати прогресуюче розкладання клітин, вони періодично вводять собі кров, зрозуміло, поки не знайдуть рішення, — від людей, які врятувалися. Цих людей вводять в глибоку кому, викликавши кисневим голодуванням клінічну смерть, і використовують як джерела крові.
На базі, Реггі поступово починає підозрювати недобре, коли її опитують про історії власної хвороби, ігноруючи її питання. Вона збігає, виявляє людей донорів і відключає центральне харчування, виводячи з ладу системи життєзабезпечення донорів. Реггі рятує підлітків від обробки і тікає з бази разом з Гектором, Сем і дітьми. Вчені і персонал бази підриваються в машинах, які заздалегідь заміновані Гектором. Перед вибухом, видно що один з вчених має всі ознаки зомбі.
Зрештою, дощ змиває червоний пил і світ повертається в норму. Сем, скандалячи з Гектором та Реггі з приводу порядків правила руху, мало не виявляється збитою молодою людиною на машині. Він також уцілілий, і після вибачень, він запрошує її покататися. Як тільки вони від'їжджають, на номері машини чітко видно символи DMK — відсилання до того самого незнайомця, який побив тимчасово рекорди Реггі в ігровому автоматі.

## У ролях
| Актор              | Роль                     |
| ------------------ | ------------------------ |
| Кетрін Мері Стюарт | Реджина «РЕГІ» Бельмонт  |
| Келлі Марун        | Саманта «Сем» Бельмонт   |
| Роберт Бельтран    | Гектор Гомес             |
| Мері Воронов       | Одрі Вайт                |
| Джеффрі Льюїс      | доктор Картер            |
| Шерон Фаррелл      | Доріс мачуха Реджі і Сем |
| Пітер Фокс         | доктор Вілсон            |
| Джон Акгорн        | Оскар                    |
| Майкл Боуен        | Ларрі Дюпрі              |
| Девон Еріксон      | моторист                 |